# Ron Lea
Ron Lea (2 november 1952, Montréal (Canada)) is een Canadees acteur.

## Biografie
Lea studeerde aan de Concordia-universiteit in zijn geboorteplaats Montréal (Canada) voordat hij acteren ging studeren aan de National Theater School. Hij begon met acteren in diverse lokale theaterproducties.
Lea begon in 1981 met acteren in de film Happy Birthday to Me, waarna hij in nog meer dan 190 films en televisieseries speelde. Hij is vooral bekend van zijn rol als dr. Oliver Crane in de televisieserie Doc waar hij in 88 afleveringen speelde (2001-2004). Hij werd tweemaal genomineerd voor een Gemini Award, in 1995 voor zijn rol in de televisieserie Street Legal en in 2008 voor zijn rol in de film Victor.

## Filmografie

### Films
Selectie:
- 2024 The Apprentice - als Victor Palmieri
- 2019 Georgetown - als Rechercheur Reid
- 2017 XX - als dr. Weller
- 2015 A Wish Come True - als Reed
- 2014 Brick Mansions - als inspecteur
- 2008 Anne of Green Gables: A New Beginning - als Gene Armstrong
- 2008 Punisher: War Zone - als kapitein Ross
- 2004 Saw IV - als Rex
- 2006 The Sentinel - als rechercheur
- 2003 The Recruit - als Bill Rudolph
- 2001 After Amy - als ??
- 1981 Happy Birthday to Me - als vriend van Amelia

### Televisieseries
Uitgezonderd eenmalige gastrollen.
- 201-2024 Nuit blanche - als Aidrian Flanagan - 14 afl.
- 2024 IXE-13 et la course à l'uranium - als Mackenzie - 4 afl.
- 2023 Painkiller - als Bill Havens - 6 afl.
- 2023 Transplant - als William Maxwell - 3 afl.
- 2022 In the Dark - als chief Peters - 2 afl.
- 2020 Workin' Moms - als Roger Foster - 2 afl.
- 2020 Fortunate Son - als CIA directeur - 2 afl.
- 2019 Boombats - als Lorenzo - 3 afl.
- 2013-2017 Orphan Black - als Gavin Hardcastle - 11 afl.
- 2016 Shoot the Messenger - als inspecteur Morris - 6 afl.
- 2015 The Strain - als Harrison McGeever - 4 afl.
- 2013-2015 Hard Rock Medical - als Ray Teneli - 5 afl.
- 2014 Touring T.O. - als Richard - 3 afl.
- 2014 The Best Laid Plans - als Norm Fontana - 6 afl.
- 2013 Copper - als rechter - 2 afl.
- 2013 Bomb Girls - als rechercheur Brodie - 2 afl.
- 2013 Being Human - als Pete - 2 afl.
- 2010 The Phantom - als rechercheur Sean Davidson - 2 afl.
- 2009 Impact - als Tom Ranfield - 2 afl.
- 2007 The Best Years - als professor Fisher - 7 afl.
- 2006 The State Within - als Carl Garcia - 4 afl.
- 2005-2006 This Is Wonderland - als Jack Angel - 13 afl.
- 2001-2004 Doc - als dr. Oliver Crane - 88 afl.
- 1997-2000 Wind at My Back - als Del Sutton - 18 afl.
- 1997 Omertà II - La loi du silence - als Gino Favara - 12 afl.
- 1997 Goosebumps - als Colin Blackwell - 2 afl.
- 1996 Omerta, la loi du silence - als Gino Favara - 5 afl.
- 1990-1994 vStreet Legal - als Brian Malony - 51 afl.
- 1992 Bombardier - als majoor McBain - 2 afl.